# Казарин, Александр Валерьевич
Александр Валерьевич Казарин (род. 14 августа 1971 года) — российский дизайнер, член-корреспондент Российской академии художеств (2012).

## Биография
Родился 14 августа 1971 года, живёт и работает в Нижнем Новгороде.
В 1996 году — окончил Нижегородский государственный архитектурно-строительный университет, специальность «дизайнер».
В 2002 году — защитил кандидатскую диссертацию, тема: «Дизайн как социокультурный феномен».
С 2006 года — куратор Международной биеннале дизайна «Стрелка».
С 2012 года — доцент кафедры художественного проектирования интерьеров ННГАСУ, в настоящее время — заведующий кафедрой, председатель государственной экзаменационный комиссии по дипломным проектам (направления подготовки «Графический дизайн» и «Дизайн среды») .
В 2012 году — избран членом-корреспондентом Российской академии художеств от Отделения дизайна.
С 2018 года — член Экспертного совета по реализации стратегии развития Нижегородской области при губернаторе Нижегородской области.
Руководитель проектов: «Творческий аттестат» (победитель конкурса Президентских грантов 2019 года), Летняя школа «Я-дизайнер» (победитель конкурса Президентских грантов 2020 года).

## Научные труды[3]
- Казарин, А. В. Теория дизайна [Электронный ресурс] : учеб. пособие / А. В. Казарин ; Нижегор. гос. архитектур.-строит. ун-т. — Электрон. дан. (456 КБ). — Нижний Новгород : ННГАСУ, 2011. — 1 CD ROM
- Казарин, А. В. Дизайн как социокультурный феномен : дис. … канд. филос. наук : 24.00.01 / А. В. Казарин; науч. рук. Л. А. Зеленов ; Нижегор. гос. архитектур.-строит. ун-т. — Н. Новгород, 2002. — 165 с. — Библиогр.: с. 156—165.
- Казарин, А. В. Дизайн как социокультурный феномен : автореф. дис. … канд. филос. наук : 24.00.01 / А. В. Казарин ; Нижегор. гос. архитектур.-строит. ун-т. — Н. Новгород, 2002. — 30 с.
- Казарин, А. Подготовка дизайнеров : нижегородский опыт / А. Казарин // АСД : Архитектура. Строительство. Дизайн. — 2004. — № 5 (45). — С. 76-77.
- Казарин, А. Образование по-американски : [о престиж. дизайн-школе College for Creative Studies (Детройт, США)] / А. Казарин // АСД : Архитектура. Строительство. Дизайн. — 2004. — № 2 (42). — С. 78-79.

## Награды
- Золотая медаль РАХ (2012)
- Серебряная медаль РАХ (2008)